# کارووالاکلواتا
کارووالاکلواتا (به لاتین: Karuwalakelewatta) یک منطقهٔ مسکونی در سری‌لانکا است که در استان مرکزی (سری‌لانکا) واقع شده‌است.